# Васева, Лиляна
Лиляна Васева (болг. Лиляна Васева; род. 12 августа 1955, неизвестно) — болгарская гребчиха, выступавшая за сборную Болгарии по академической гребле в 1970-х годах. Серебряная призёрка летних Олимпийских игр в Монреале, обладательница серебряной медали чемпионата мира, победительница и призёрка регат национального значения.

## Биография
Лиляна Васева родилась 12 августа 1955 года.
Дебютировала на международной арене в 1973 году, показав шестой результат в парных рулевых четвёрках на чемпионате Европы в Москве.
Первого серьёзного успеха на взрослом международном уровне добилась в сезоне 1975 года, когда вошла в основной состав болгарской национальной сборной и побывала на чемпионате мира в Ноттингеме, откуда привезла награду серебряного достоинства, выигранную в зачёте распашных рулевых четвёрок — в финале пропустила вперёд только команду из ГДР.
Благодаря череде удачных выступлений удостоилась права защищать честь страны на летних Олимпийских играх 1976 года в Монреале — в составе четырёхместного рулевого экипажа, куда также вошли гребчихи Марийка Модева, Рени Йорданова, Гинка Гюрова и рулевая Капка Георгиева, в решающем финальном заезде пришла к финишу второй, уступив чуть более трёх секунд команде из Восточной Германии, и тем самым завоевала серебряную олимпийскую медаль.
После монреальской Олимпиады Васева больше не показывала сколько-нибудь значимых результатов в академической гребле.